# Academy of Country Music
Academy of Country Music (ACM), fondata nel 1964 a Los Angeles in California, è un'organizzazione di produttori discografici, cantautori e musicisti appartenenti alla musica country con lo scopo di promuovere ed emancipare il genere musicale negli Stati Uniti. Dal 1966 organizza gli Academy of Country Music Awards, cerimonia che onora i risultati dell'industria musicale country durante l'anno precedente, primo programma di premi di musica country tenuto da una grande organizzazione.

## Storia
L'Accademia fu fondata ufficialmente nel 1964 a Los Angeles quando l'artista Tommy Wiggins, il cantautore Eddie Miller e i proprietari dei locali country Mickey e Chris Christensen si unirono ad altri artisti, dirigenti di radio e di etichette discografiche per fondare la Country and Western Music Academy. La loro visione era quella di promuovere la musica Country nei 13 stati occidentali e di sostenere gli artisti della costa occidentale come Billy Mize, Johnny Bond, Glen Campbell, Merle Haggard, Roger Miller, Buck Owens, Wynn Stewart, Jimmy Wakely e Tex Williams. Nel 1965, fu formato un consiglio di amministrazione ufficiale.
Il presidente dell'Accademia, denominato "hat", fu creato nel 1968. Durante i primi anni 70, l'organizzazione cambiò il suo nome da Academy of Country and Western Music all'attuale Academy of Country Music, sintetizzata nell'acronimo ACM.
Nel 1995, Fran Boyd divenne direttrice esecutiva dopo la morte di suo marito, Bill Boyd. Dopo 34 anni di servizio, Fran andò in pensione e la posizione passò al promotore di concerti e membro di lunga data del consiglio dell'ACM Bob Romeo, che ricoprì l'incarico per 12 anni. L'ex direttore generale della Grand Ole Opry, Pete Fisher, ha ricoperto il ruolo di amministratore delegato dal 2016 al 2018. Nel gennaio 2020, il rinomato dirigente di marketing Damon Whiteside è diventato il nuovo presidente dell'Academy.

## Academy of Country Music Awards
L'Academy of Country Music ha ospitato il suo primo show ufficiale dei Country Music Awards nel 1966, onorando i successi dell'industria dell'anno precedente. È stato il primo programma di premi di musica country tenuto da una grande organizzazione, spingendo la musica country sotto i riflettori del pubblico per la prima volta.
Lo show dei premi arrivò in TV nel 1972, trasmesso per la prima volta in syndication nazionale sulla rete ABC. Gene Weed ha assunto la produzione e la direzione dello show nel 1974, e nel 1979 l'Academy ha unito le forze con la Dick Clark Productions per produrre lo show. Dick Clark e Al Schwartz servirono come produttori mentre Weed continuò a dirigere. Successivamente la premiazione si spostò sulle reti della NBC e dal 2020 alla CBS, sotto la produzione della MRC Live & Alternative.
I membri votanti dell'Academy of Country Music eleggono i candidati all'inizio dell'anno. Nel 2016, dopo un esperimento durato otto anni e destinato a migliorare il coinvolgimento dei consumatori, l'ACM ha annunciato la sua decisione di abbandonare il voto dei fan per la categoria Entertainer of the Year e le sue tre categorie degli artisti esordienti, a causa dei costi di partecipazione e di diverse fratture che si erano sviluppate tra gli artisti.

## Premi
- Intrattenitore dell'anno
- Album dell'anno
- Artista femminile dell'anno
- Artista maschile dell'anno
- Gruppo dell'anno
- Duo dell'anno
- Canzone dell'anno
- Singolo dell'anno
- Artista femminile esordiente dell'anno
- Artista maschile esordiente dell'anno
- Compositore dell'anno
- Video musicale dell'anno
- Evento musicale dell'anno

## Premi speciali

### Artista del decennio
- 2010 - Jason Aldean
- 2000 - George Strait
- 1990 - Garth Brooks
- 1980 - Alabama
- 1970 - Loretta Lynn
- 1960 - Marty Robbins

### Triple-Crown Award
Il Triple-Crown Award è un premio che distingue il risultato di un artista, un duo o un gruppo nel momento in cui vince i premi nelle categorie Artista esordiente, Artista maschile/femminile/duo o gruppo e Intrattenitore dell'anno.
- 2005 - Kenny Chesney
- 2005 - Merle Haggard
- 2005 - Mickey Gilley
- 2005 - Barbara Mandrell
- 2005 - Brooks & Dunn
- 2010 - Carrie Underwood
- 2016 - Jason Aldean
- 2022 - Miranda Lambert
- 2023 - Chris Stapleton
- 2024 - Lainey Wilson

## Altre attività

### ACM Party for a Cause e ACM Lifting Lives
Gli ACM Party for a Cause e gli ACM Lifting Lives sono eventi musicali che sostengono enti di beneficenza meritevoli attraverso il suo ciclo annuale di sovvenzioni, nonché sostenendo coloro che nell'industria musicale sono stati colpiti da spese impreviste e catastrofiche attraverso il Diane Holcomb Emergency Relief Fund. Ad oggi, Lifting Lives ha dato più di 7 milioni di dollari a oltre 150 cause meritevoli, spesso per finanziare programmi di musicoterapia in tutto il paese.
Nel 2020, Lifting Lives ha annunciato il suo ACM Lifting Lives COVID-19 Response Fund per assistere le persone che lavorano nell'industria della musica country che stanno soffrendo una crisi finanziaria a causa della pandemia di COVID-19 negli Stati Uniti d'America. Dall'annuncio del fondo, il COVID-19 Response Fund ha raccolto più di 3,6 milioni di dollari dopo un evento andato in onda sulla CBS.